# Hann River (Fitzroy River)
Der  Hann River ist ein Fluss in der Region Kimberley im Norden des australischen Bundesstaates Western Australia.

## Geografie
Der Fluss entspringt an den Osthängen des Mount Lacy. Von dort aus fließt der zunächst in einem Bogen nach Süden und unterquert dabei die Gibb River Road. An der Moll Gorge, die er durchfließt, wendet er seinen Lauf nach Südosten und mündet schließlich unterhalb des Pinnamutta-Murrawong Hill in den Fitzroy River.

### Nebenflüsse mit Mündungshöhen
- Bella Creek – 470 m
- Snake Creek – 466 m
- Napier Creek – 444 m
- Grey Mare Creek – 431 m
- Crocodile Creek – 425 m
- Barnett River – 377 m
- Harris Creek – 377 m
- Caroline Creek – 302 m
- Urquhart Creek – 297 m
- Macnamara Creek – 289 m
- Dora Creek – 280 m
- Tippets Creek – 265 m
- Traine River – 264 m

(Quelle:)

## Namensherkunft
Der Hann River wurde nach dem ersten Europäer, der den Fluss während seiner Expedition in diese Gegend 1898 entdeckte, Frank Hann, benannt. Zunächst nannte Hann den Fluss Philips River. 1900 aber benannte ihn der Landvermesser H. F. Johnston zu Ehren Hanns um, da es im Süden des Staates bereits einen Philips River gab.

## Flora und Fauna
An den Flussufern findet man die einzigen bekannten Kolonien der grasähnlichen Whitecloa sp. Hann River, einer bedrohten Art der Süßgräser (Poaceae).
Im Flusssystem kommen Fischarten, wie Regenbogenfische (Melanotaeniidae), Kimberley-Schützenfische (Toxotes kimberleyensis), Tigerfische (Terapontidae), darunter die endemische Art Hannia greenwayi und Schläfergrundeln (Eleotridae) vor.